# Musée Lalique

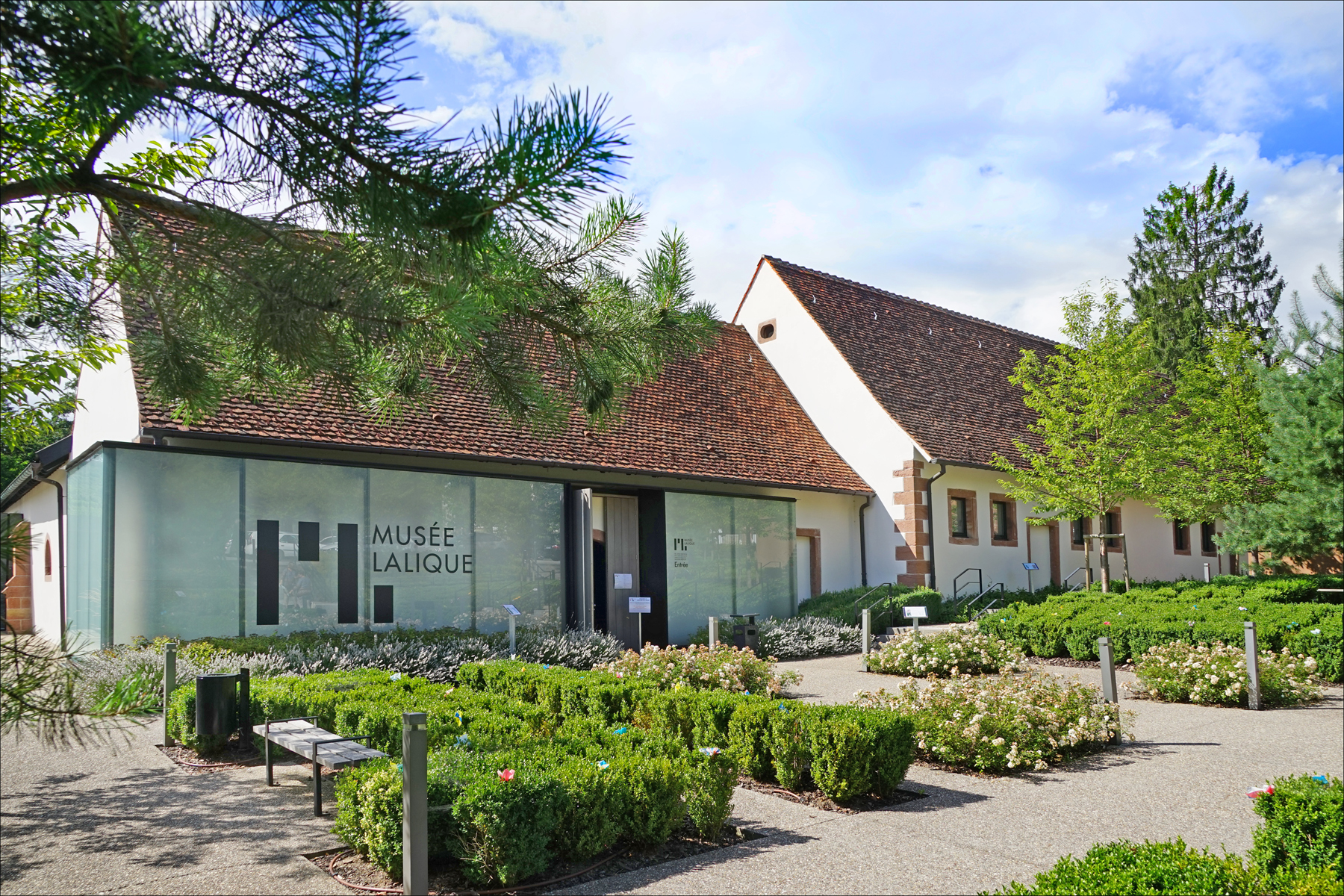
Außenansicht des Museums

Das Lalique-Museum ist ein Glasmuseum im elsässischen Wingen-sur-Moder in Frankreich. Es ist dem Glasmacher und Juwelier René Lalique und seinen Nachfolgern gewidmet.

## Geschichte
Das Museum wurde im Juli 2011 eröffnet und präsentiert ungefähr 650 Ausstellungsstücke, die aus der eigenen Sammlung stammen oder von der Firma Lalique zur Verfügung gestellt wurden. Einige Kunstwerke werden auch von Pariser Museen oder privaten Sammlern geliehen.
Das öffentliche Museum wird vom Verband des Lalique-Museums bzw. der Region Elsass, dem Generalrat des Departements Bas-Rhin, dem Gemeindeverband Pays de La Petite Pierre und der Gemeinde Wingen-sur-Moder geleitet.
Das moderne Gebäude ist das Werk von Jean-Michel Wilmotte, dessen Entwurf nach einem Architekturwettbewerb 2004 wegen seiner guten Eingliederung in die Landschaft im folgenden Jahr ausgewählt wurde. An das Museum schließt ein Garten an, der Pflanzen zeigt, die Lalique in seinen Entwürfen nutzte: Kiefern, Efeu, Farn und andere.
Die erste große Ausstellung fand vom 13. Juli bis zum 11. November 2012 mit dem Titel Suzanne Lalique-Haviland, le décor réinventé statt.

## Bilder

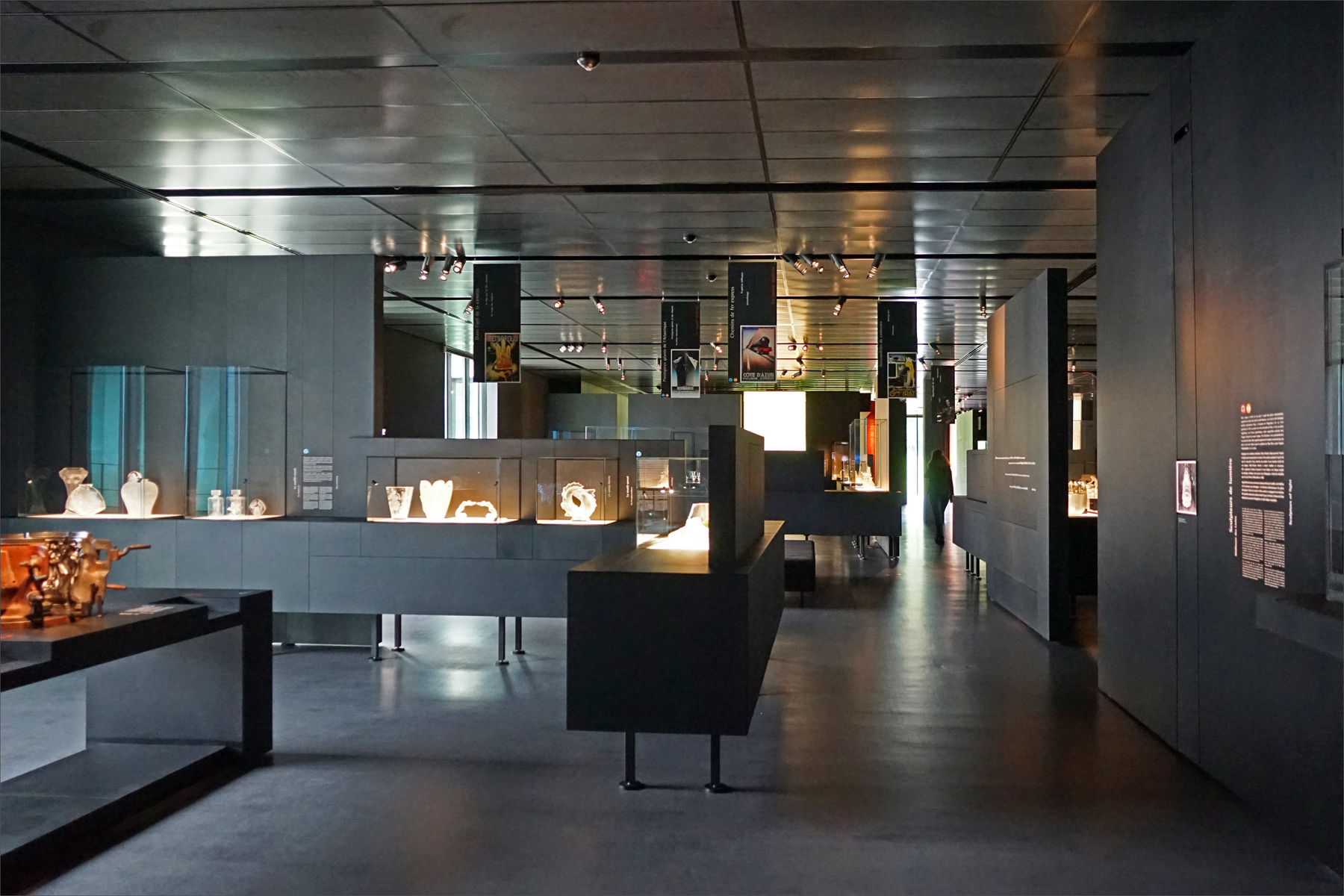
Blick in einen Saal
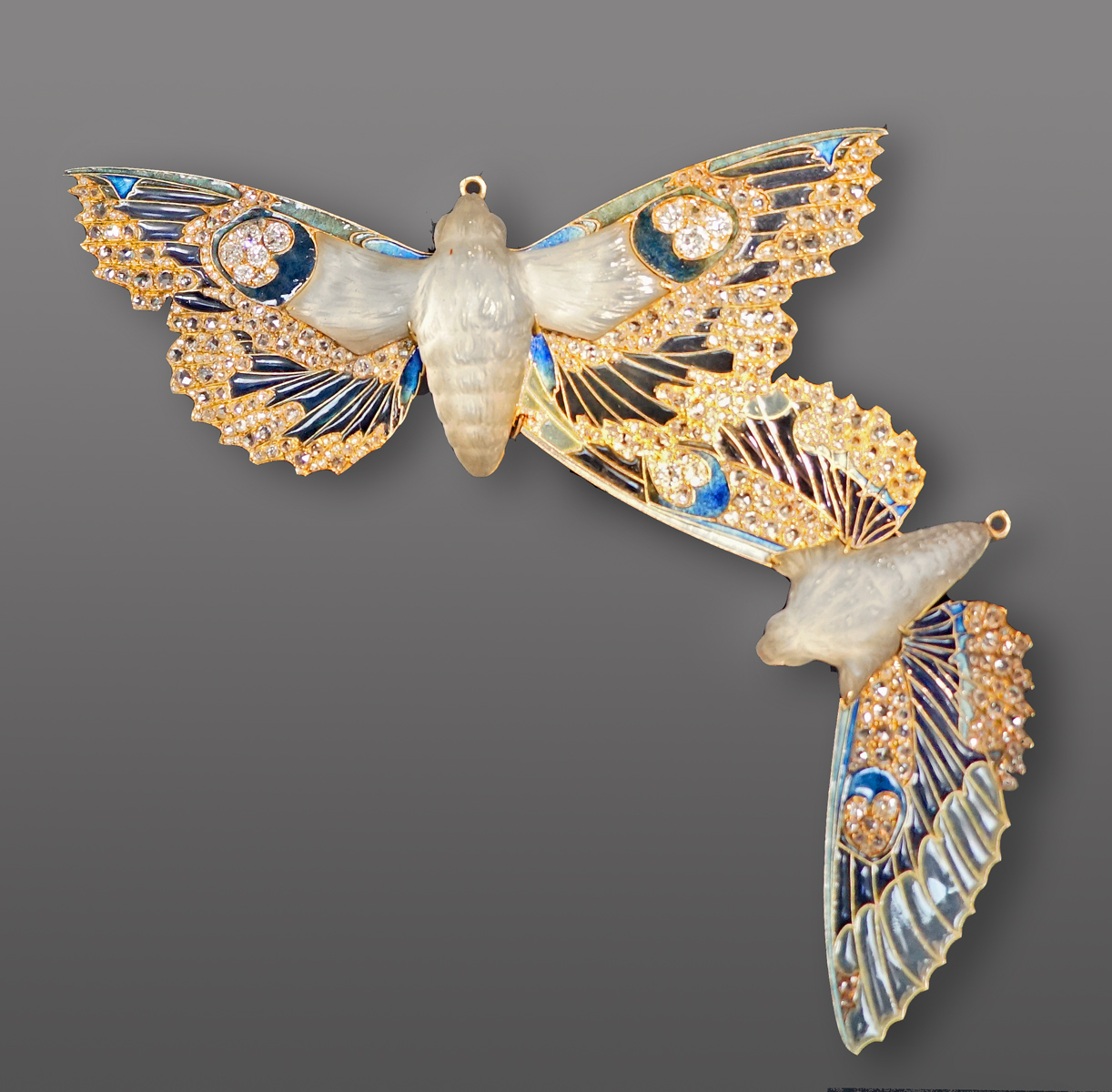
Exponat
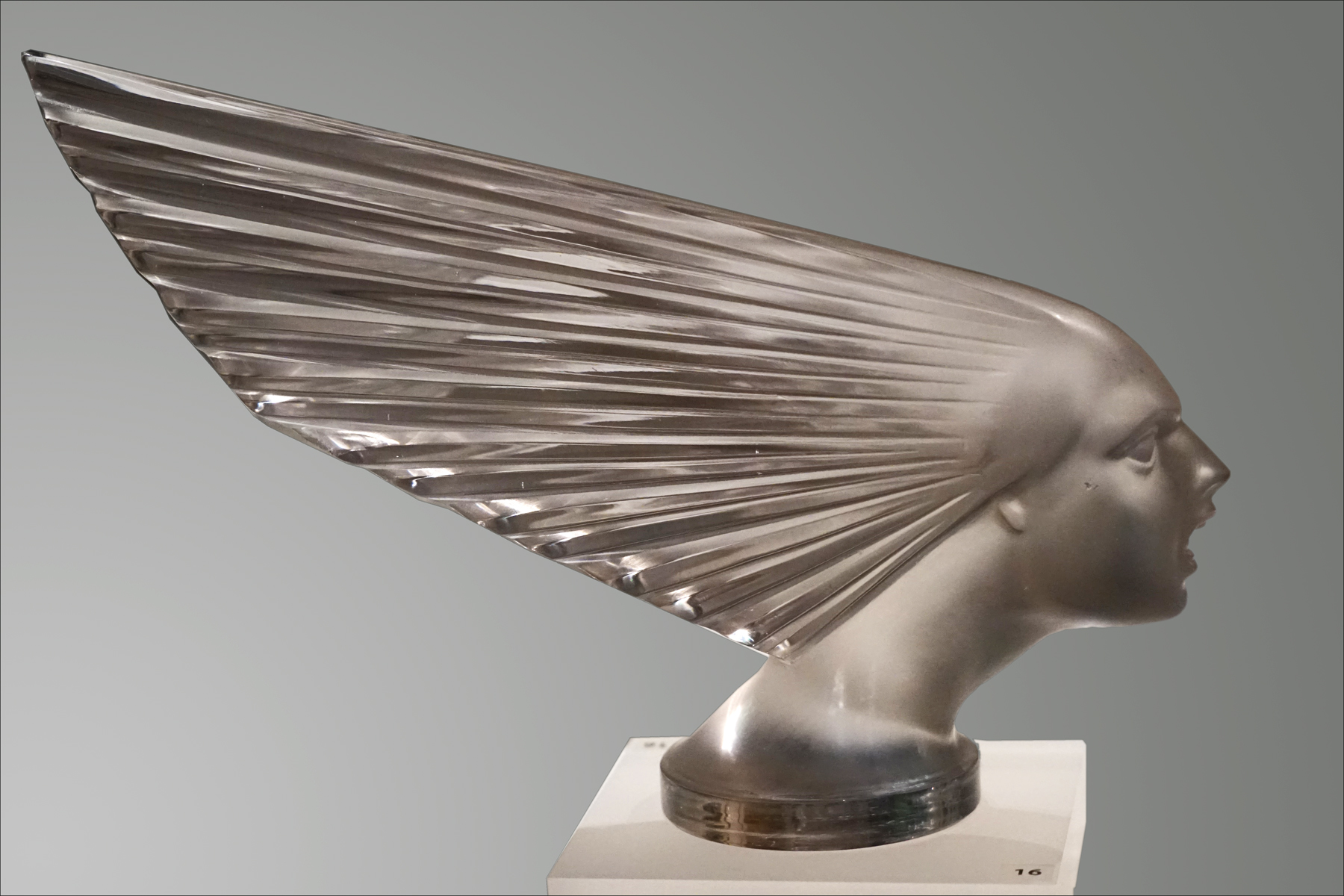
Exponat
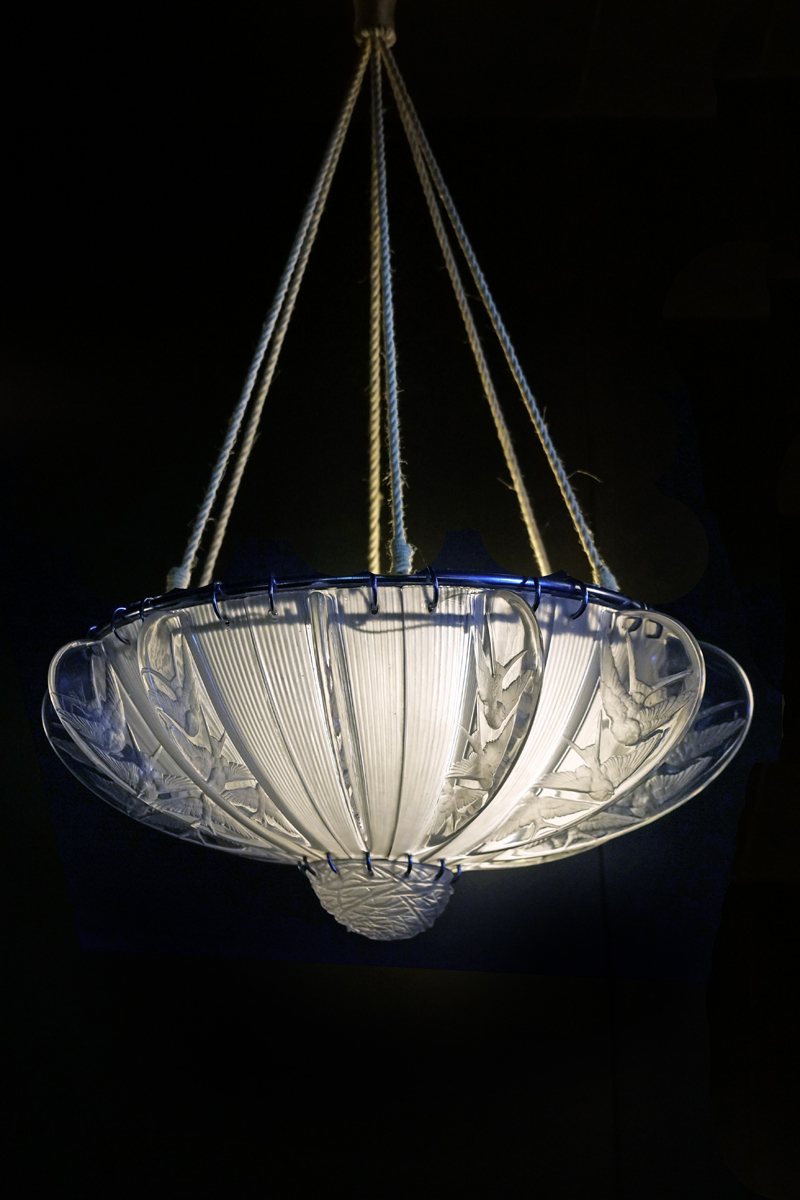
Exponat